# Bill Lawrence
William Van Duzer Lawrence IV, detto Bill (Ridgefield, 26 dicembre 1968), è uno sceneggiatore, regista e produttore televisivo statunitense.

## Biografia
Lawrence ha lavorato come scrittore per celebri serie televisive come Crescere, che fatica!, La tata, Friends e Clone High. È anche l'ideatore e creatore delle sitcom Spin City e Scrubs - Medici ai primi ferri, sulla quale ha lavorato per le prime otto stagioni.
Come altri membri del cast di Scrubs - Medici ai primi ferri, ha avuto una piccola parte nel film It's a Very Merry Muppet Christmas Movie, nel quale appariva in una scena con Miss Piggy.
Appare in Scrubs - Medici ai primi ferri nei secondi finali del sesto episodio della quinta stagione, tra i presenti alla foto aziendale, nella stagione finale con il ruolo di uno strampalato sacerdote durante le nozze dell'Inserviente e Lady e nell'ultimo episodio saluta il protagonista J.D., vestendo i panni di un inserviente.

## Vita privata
Lawrence è sposato dal 1999 con l'attrice Christa Miller, parte del cast di Scrubs - Medici ai primi ferri nel ruolo secondario di Jordan Sullivan, ex-moglie del dottor Perry Cox. La Miller interpreta inoltre uno dei personaggi protagonisti di Cougar Town e di Shrinking, serie prodotte dallo stesso Lawrence. La coppia ha avuto tre figli: Charlotte Sarah (2000), William Stoddard (2003) e Henry Vanduzer (2006).

## Filmografia parziale

### Sceneggiatore
- Crescere, che fatica! (Boy Meets World) – serie TV, episodio 1x11 (1993)
- La tata (The Nanny) – serie TV, episodi 1x14-2x09 (1994)
- Friends – serie TV, episodio 1x14 (1995)
- Spin City – serie TV, 145 episodi (1996-2002)
- Scrubs - Medici ai primi ferri (Scrubs) – serie TV, 182 episodi (2001-2010)
- Clone High – serie TV, 13 episodi (2002-2003)
- Cougar Town – serie TV, 102 episodi (2009-2015)
- Ground Floor – serie TV, 20 episodi (2013-2015)
- Bad Monkey – serie TV, 1 episodio (2024)

### Regista
- Scrubs - Medici ai primi ferri (Scrubs) – serie TV, 17 episodi (2003-2009)
- Cougar Town – serie TV, 7 episodi (2009-2012)

### Produttore esecutivo
- Ted Lasso, serie TV, Warner Bros. Television e Apple TV (2020)
- Shrinking, serie TV, Warner Bros. Television e Apple TV (2023)
- Bad Monkey, serie TV, Warner Bros. Television e Apple TV (2024)

### Develop
- Shrinking, serie TV, Warner Bros. Television and Apple TV (2023)
- Bad Monkey, serie TV, Warner Bros. Television e Apple TV (2024)

## Riconoscimenti
- Premio Emmy
  - 2005 – Candidatura alla miglior serie commedia per Scrubs - Medici ai primi ferri
  - 2006 – Candidatura alla miglior serie commedia per Scrubs – Medici ai primi ferri
  - 2021 – Miglior serie commedia per Ted Lasso
  - 2021 – Candidatura alla miglior sceneggiatura in una serie commedia per Ted Lasso (per l'episodio Pilot)